# 上之保村立鳥屋市小学校
上之保村立鳥屋市小学校 （かみのほそんりつ とやいちしょうがっこう）は、かつて岐阜県武儀郡上之保村（現・関市）に存在した公立小学校。

## 概要
- 旧・武儀郡上之保村の東部（鳥屋市など）が校区であった。
- 1983年廃校。同じ場所に新設の上之保東小学校の校舎を建設するため、実質上は前年の1982年に廃校となっている。

## 沿革
- 1875年（明治8年） - 上之保村鳥屋市に鳥屋市学校が開校。
- 1887年（明治20年） - 鳥屋市簡易科小学校に改称する。後に鳥屋市尋常小学校に改称する。
- 1903年（明治36年） - 校区が変更され校区の一部（戸丁場地区）が行合尋常小学校校区に移る。
- 1908年（明治41年） - 行合尋常小学校と統合し、上之保第二尋常小学校に改称。本校は旧・鳥屋市尋常小学校に設置される。
- 1909年（明治42年） - 農業補習学校を併置する。
- 1911年（明治44年） - 上之保第二尋常小学校が鳥屋市尋常高等小学校と、行合尋常小学校に分立する。
- 1925年（大正14年） - 校舎を増築する。
- 1941年（昭和16年）4月1日 - 鳥屋市国民学校に改称する。
- 1947年（昭和22年）4月1日 - 上之保村立鳥屋市小学校に改称する。上之保中学校鳥屋市分校を併設する。
- 1948年（昭和23年） - 新校舎が完成。
- 1959年（昭和34年） - 校舎を増築。
- 1969年（昭和44年）3月26日 - 併設の上之保中学校鳥屋市分校を廃止。
- 1982年（昭和57年）2月26日 - 廃校式を行う。これは同じ場所に新設の上之保東小学校の校舎を建設するため、鳥屋市小学校の校舎を解体するためである。
- 1983年（昭和58年）3月 - 統合により廃校。